# İsmail Köybaşı
İsmail Köybaşı (İskenderun, 1989. július 10. –) török válogatott labdarúgó, jelenleg a Fenerbahçe SK játékosa.

## Pályafutása
Az İskenderunban született Köybaşı szülővárosának csapatában, az İskenderunsporban kezdte pályafutását középpályásként, majd edzői javaslatra egy sorral hátrébb kerülve bal oldali védőként. Egy másik helyi csapatnál, az İskenderun Kartalspornál folytatta, majd 2006-ban csatlakozott a Gaziantepsporhoz. 

### Gaziantepspor
Köybaşı először az utánpótlás csapatokban kapott lehetőséget, majd 2008. május 6-án aláírta első profi szerződését. A 2008-09-es szezonban 24 bajnokin kapott lehetőséget, ebből 21 alkalommal kezdőként lépett pályára. A szezon végén több nagy klub is érdeklődött iránta Törökországból, ő végül a Beşiktaşhoz írt alá.

### Beşiktaş
Köybaşı 2009 júniusában csatlakozott Beşiktaşhoz 6,5 millió euróért, valamint két játékosért cserébe. A szezon előtti barátságos mérkőzéseken rendszeresen lehetőséghez jutott, 2009. augusztus 2-án a Fenerbahçe elleni szuperkupa mérkőzésen pedig be is mutatkozott tétmérkőzésen. 2009 novemberében gólpasszt adott Rodrigo Tellónak az Old Traffordon a Manchester United elleni Bajnokok Ligája mérkőzésen, amelyet a Beşiktaş 1-0-ra megnyert. Első bajnoki gólját 2009 decemberében az Ankaragücünek lőtte. 2011 szeptemberében két gólpasszt adott a Bursaspor elleni 2-1-re megnyert bajnokin Tomáš Sivoknak és Filip Hološkónak.

### Fenerbahçe
2016. július 14-én hároméves szerződést írt alá a Fenerbahçéhoz.

### A válogatottban
Köybaşıt Fatih Terim hívta meg először a török válogatottba 2009. augusztus 12-én az ukránok elleni találkozóra. A mérkőzés 86. percében állt be Arda Turan helyére.

## Statisztika
2016. május 15-én frissítve.
| Klub           | Szezon         | Bajnokság     | Bajnokság | Kupa          | Kupa  | Nemzetközi kupa | Nemzetközi kupa | Összesen      | Összesen | Összesen |
| Klub           | Szezon         | Pályára lépés | Gólok     | Pályára lépés | Gólok | Pályára lépés   | Gólok           | Pályára lépés | Gólok    |          |
| -------------- | -------------- | ------------- | --------- | ------------- | ----- | --------------- | --------------- | ------------- | -------- | -------- |
| Gaziantepspor  | 2007–08        | 1             | 0         | 0             | 0     | 0               | 0               | 1             | 0        |          |
| Gaziantepspor  | 2008–09        | 24            | 0         | 3             | 0     | 0               | 0               | 27            | 0        |          |
| Gaziantepspor  | Összesen       | 25            | 0         | 3             | 0     | 0               | 0               | 28            | 0        |          |
| Beşiktaş       | 2009–10        | 15            | 1         | 4             | 0     | 3               | 0               | 22            | 1        |          |
| Beşiktaş       | 2010–11        | 19            | 1         | 10            | 0     | 8               | 0               | 37            | 1        |          |
| Beşiktaş       | 2011–12        | 31            | 0         | 1             | 0     | 10              | 0               | 42            | 0        |          |
| Beşiktaş       | 2012–13        |               |           |               |       |                 |                 |               |          |          |
| Beşiktaş       | 2013–14        | 7             | 0         | 1             | 0     | 0               | 0               | 8             | 0        |          |
| Beşiktaş       | 2014–15        | 12            | 0         | 6             | 0     | 7               | 0               | 25            | 0        |          |
| Beşiktaş       | 2015–16        | 27            | 0         | 2             | 0     | 6               | 0               | 35            | 0        |          |
| Beşiktaş       | Összesen       | 111           | 2         | 24            | 0     | 34              | 0               | 169           | 2        |          |
| Karrier összes | Karrier összes | 136           | 2         | 27            | 0     | 34              | 0               | 197           | 2        |          |

## Sikerei, díjai
Beşiktaş
- Török bajnok: 2015–16
- Török kupagyőztes: 2010–11